# Coxolico, Veracruz
Coxolico är en ort i Mexiko.   Den ligger i kommunen Altotonga och delstaten Veracruz, i den sydöstra delen av landet, 200 km öster om huvudstaden Mexico City. Coxolico ligger 2 050 meter över havet och antalet invånare är 264.
Terrängen runt Coxolico är kuperad västerut, men österut är den bergig. Runt Coxolico är det ganska tätbefolkat, med 108 invånare per kvadratkilometer. Närmaste större samhälle är Teziutlan, 15,3 km nordväst om Coxolico. I omgivningarna runt Coxolico växer i huvudsak blandskog.